# 애플 S2
애플 S2(Apple S2)는 애플이 설계한 "시스템 인 패키지(SiP)"이다. 애플 워치 시리즈 2와 함께 2016년 9월 7일 공개되었다. 애플 S1 대비 50% 더 강력하다고 주장되는 2개의 코어, 그리고 S1보다 2배 더 강력하다고 주장되는 GPU를 탑재했다. 애플 워치 시리즈 1의 애플 S1P와 성능면에서 유사하다.

## 시스템 인 패키지(SIP) 디자인
애플 S2의 시스템 인 패키지는 512 MB의 메모리와 8GB의 저장공간을 지닌 커스텀 단일 칩 체제(SoC)이다. SIP는 프로세서가 무선 통신, GPS 및 센서 구동, I/O 기능 제어를 포함한 다양한 기능을 단일 칩 내에서 해결하는데에 큰 도움을 준다. 이 패키지는 견고함을 높이기 위해 내부가 레진으로 채워져 있다.

### 내부 부품
시스템 인 패키지는 와이파이, 블루투스, GPS, NFC, 터치 컨트롤러, 가속계, 기압계, 램(RAM)을 포함한 42개의 개별적인 실리콘 다이로 구성되어 있다.

## 애플 S2를 채용한 제품
- 애플 워치 시리즈 2

## 같이 보기
- 애플이 설계한 프로세서
- 애플 워치